# Punk (téléfilm)
Pour les articles homonymes, voir Punk.
Pour plus de détails, voir Fiche technique et Distribution.
Punk est un téléfilm français réalisé par Jean-Stéphane Sauvaire et diffusé le 21 février 2013 sur Arte.

## Synopsis
Paul est un adolescent très perturbé : il déteste sa mère et ne connaît pas son père. Il n'y a qu'avec ses amis punks qu'il se sent à l'aise, notamment dans les concerts et aussi avec son coach de boxe, avec lequel il se confesse et partage de la cocaïne. Lors d'un de ces concerts il croise Louise, dont il tombe amoureux...

## Fiche technique
- Réalisation : Jean-Stéphane Sauvaire
- Scénario : Camille Vizzavona, Georgina Tacou et Jean-Stéphane Sauvaire d'après un roman de Boris Bergmann[1]
- Photographie : André Chemetoff
- Musique : Nicolas Becker
- Genre : drame
- Durée : 90 minutes

## Distribution
Sauf indication contraire, les informations mentionnées dans cette section peuvent être confirmées par la base de données cinématographiques IMDb,  présente dans la section « Liens externes ».
- Paul Bartel : Paul
- Béatrice Dalle : Teresa
- Alban Bigmouth : Alban
- Ben Ragondin : Ben
- François Soccer : François
- Franck Creep : Franck
- Sylvain Creep : Sylvain
- Zelda Decay : Zelda
- Marie-Ange Casta : Louise
- Jérémie Laheurte : Vincent
- Carlos Lopez : Fauti
- Bernie Bonvoisin : Le père
- Thomas Hoff : Un flic
- Pierre Benoist : Un flic
- Gil Demurger : Un flic

## Récompense
- Meilleure réalisation pour Jean-Stéphane Sauvaire au Festival de la fiction TV de La Rochelle 2012[2].